# Harold Manning
Harold Manning (Harold William Manning; * 9. Januar 1909 in Sedgwick, Kansas; † 26. Januar 2003 in Wichita, Kansas) war ein US-amerikanischer Hindernis- und Langstreckenläufer.
1936 qualifizierte er sich über 3000 m Hindernis mit der inoffiziellen Weltbestzeit von 9:08,2 min für die Olympischen Spiele in Berlin, bei denen er in 9:11,2 min Fünfter wurde. 1934 und 1936 wurde er US-Meister über 3000 m Hindernis, 1930 für die Wichita State University startend NCAA-Meister über zwei Meilen.

## Persönliche Bestzeiten
- 2 Meilen: 9:18,1 min, Juni 1930, Chicago
- 3000 m Hindernis: 9:08,2 min, 12. Juli 1936, New York City